# Абрикосовий провулок (Мелітополь)
Абрикосовий провулок — провулок в історичному районі Піщане міста Мелітополь. Починається від перехрестя з вулицею Лисконоженка і провулком Бєлякова, закінчується у Піщанського кладовища проїздом на вулицю Бєлоусова і провулок Бєлоусова.
Складається з приватного сектора. Покриття ґрунтове.

## Історія
21 квітня 1988 Мелітопольський міськвиконком ухвалив рішення про прорізку Абрикосового провулка в районі Піщане.

## Галерея

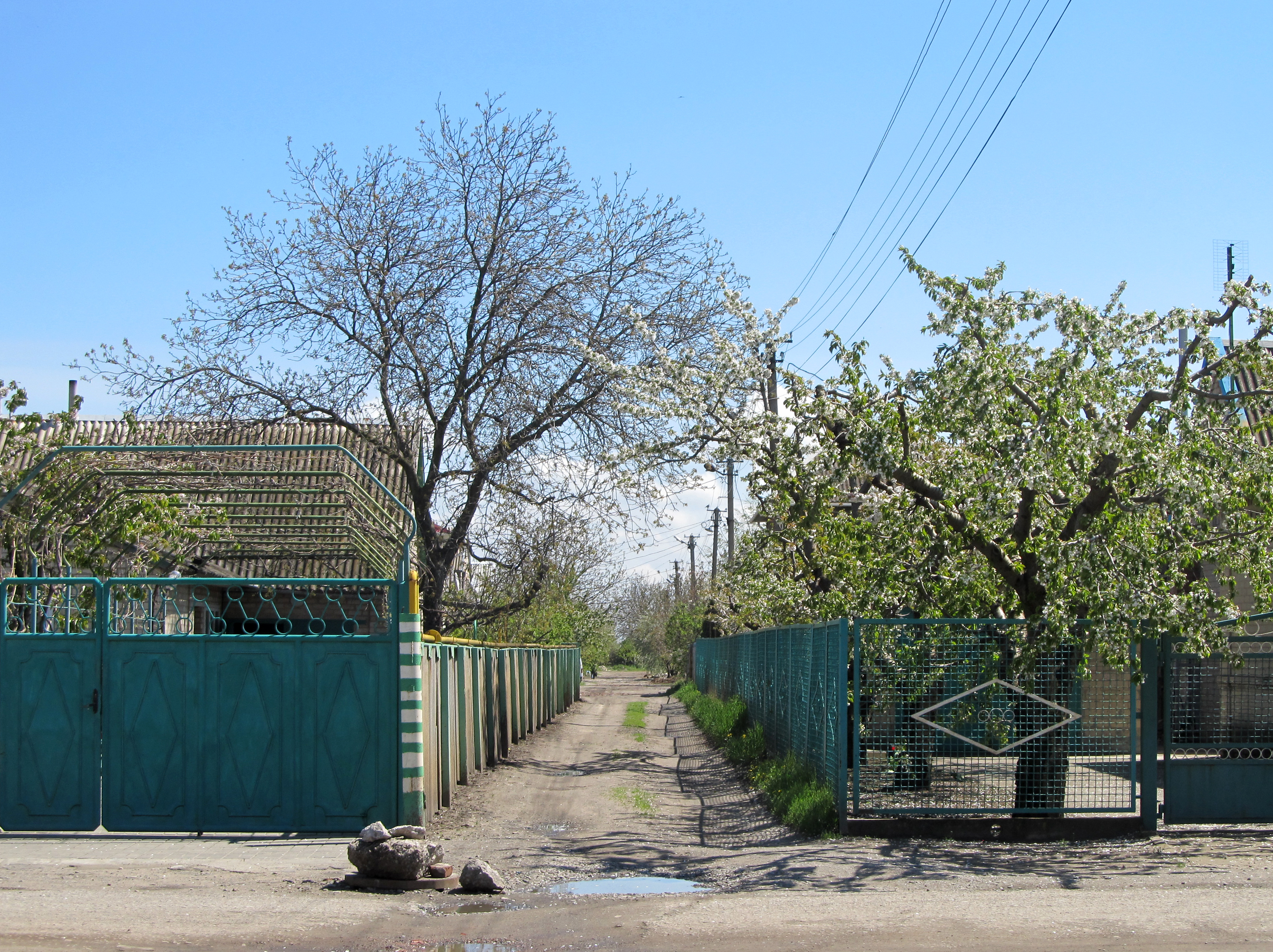
Початок з боку пров. Бєлякова
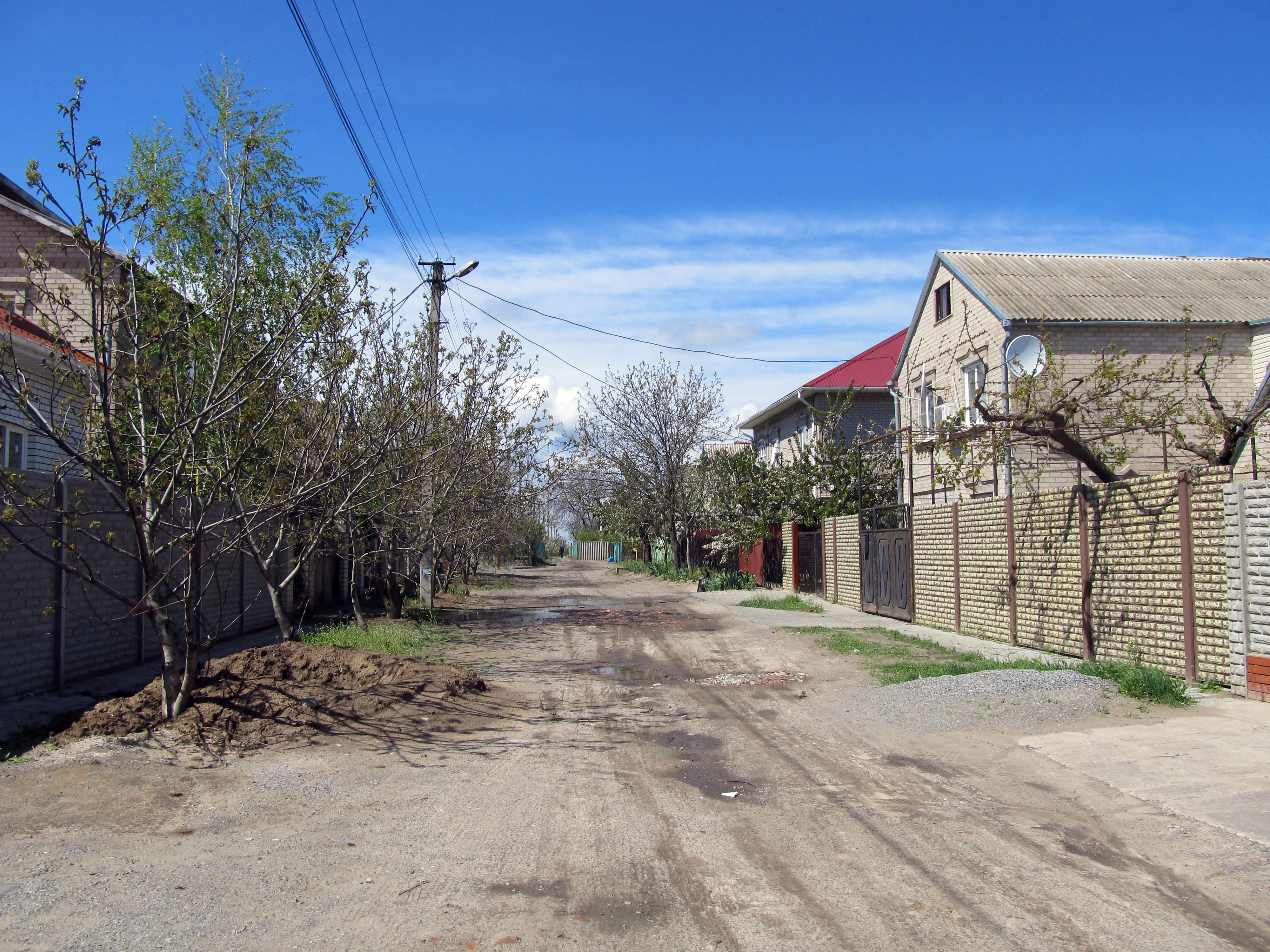
Провулок Абрикосовий
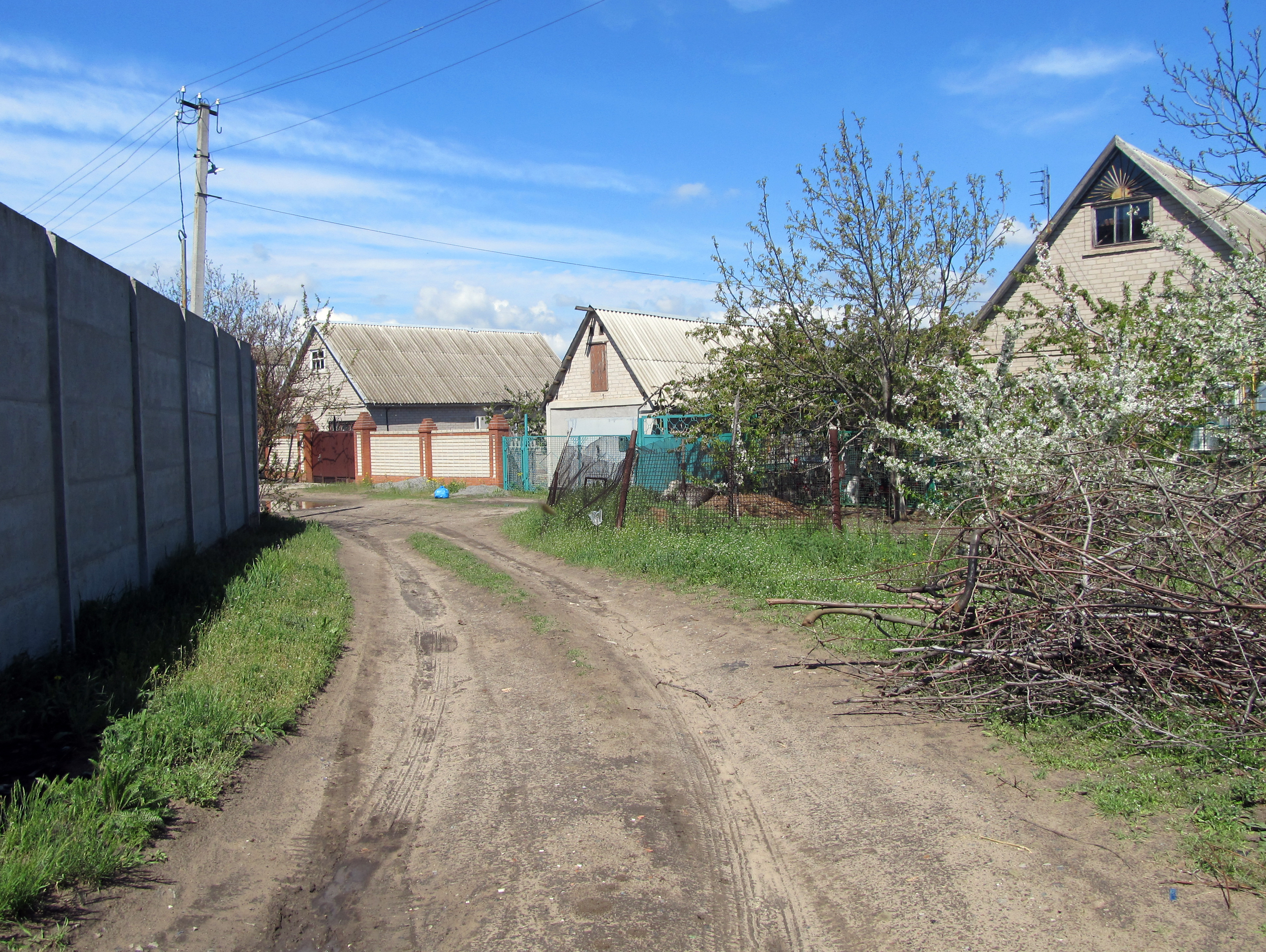
Поворот на провулок з проїзда на кладовище
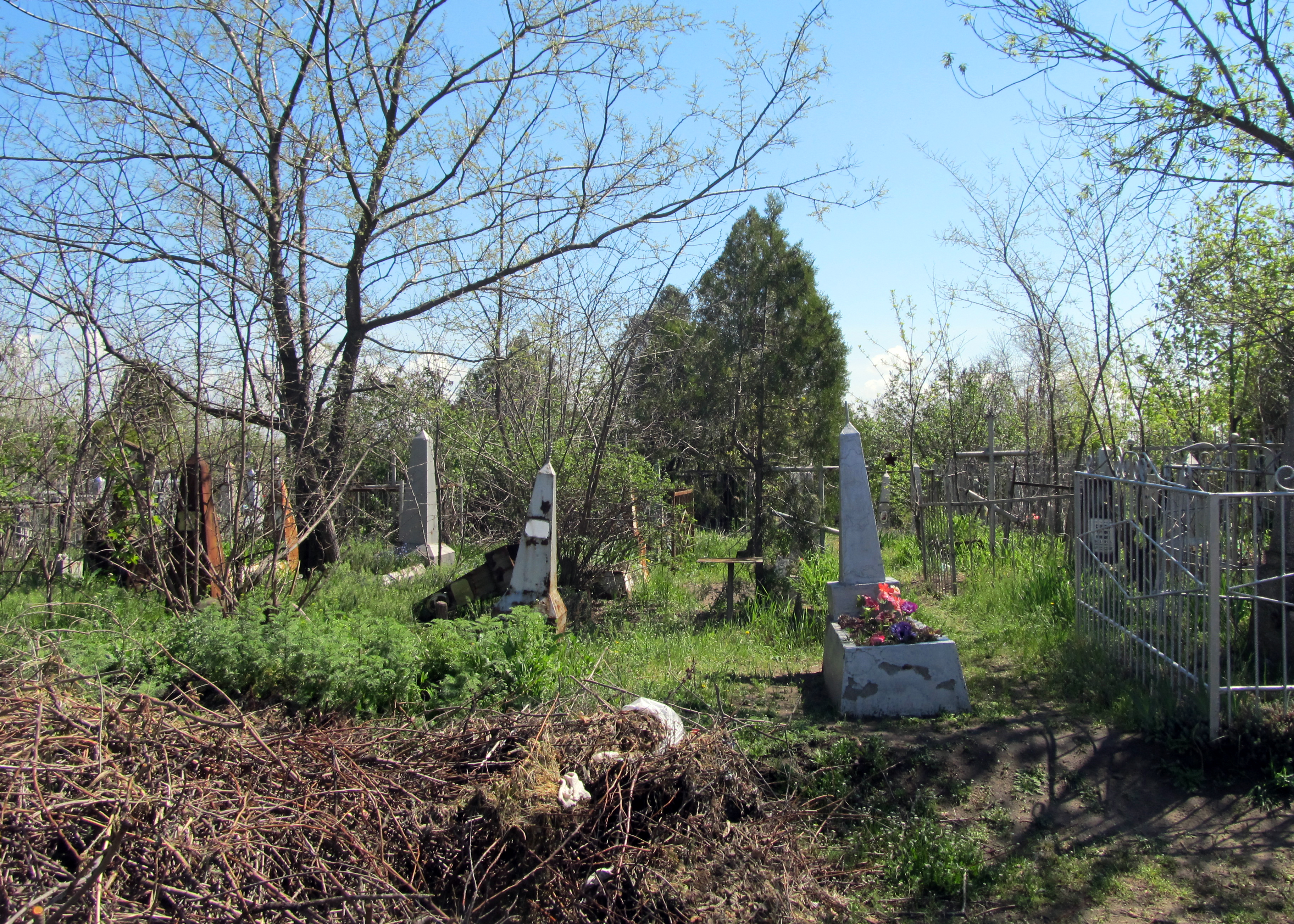
Вид на Піщане кладовище з провулку